# Chiesa di Santa Maria Madre della Provvidenza
La chiesa di Santa Maria Madre della Provvidenza è una chiesa di Roma, nel quartiere Gianicolense, in via di Donna Olimpia.

## Storia
Essa fu costruita nella prima metà del XX secolo su progetto dell'architetto Tullio Rossi.
La chiesa è sede della parrocchia omonima, istituita il 19 marzo 1937 con decreto del cardinale vicario Francesco Marchetti Selvaggiani “Providens mater ecclesia”. Alla chiesa è legato il titolo cardinalizio di “Santa Maria Madre della Provvidenza a Monte Verde”, istituito da Paolo VI il 29 aprile 1969.

## Descrizione

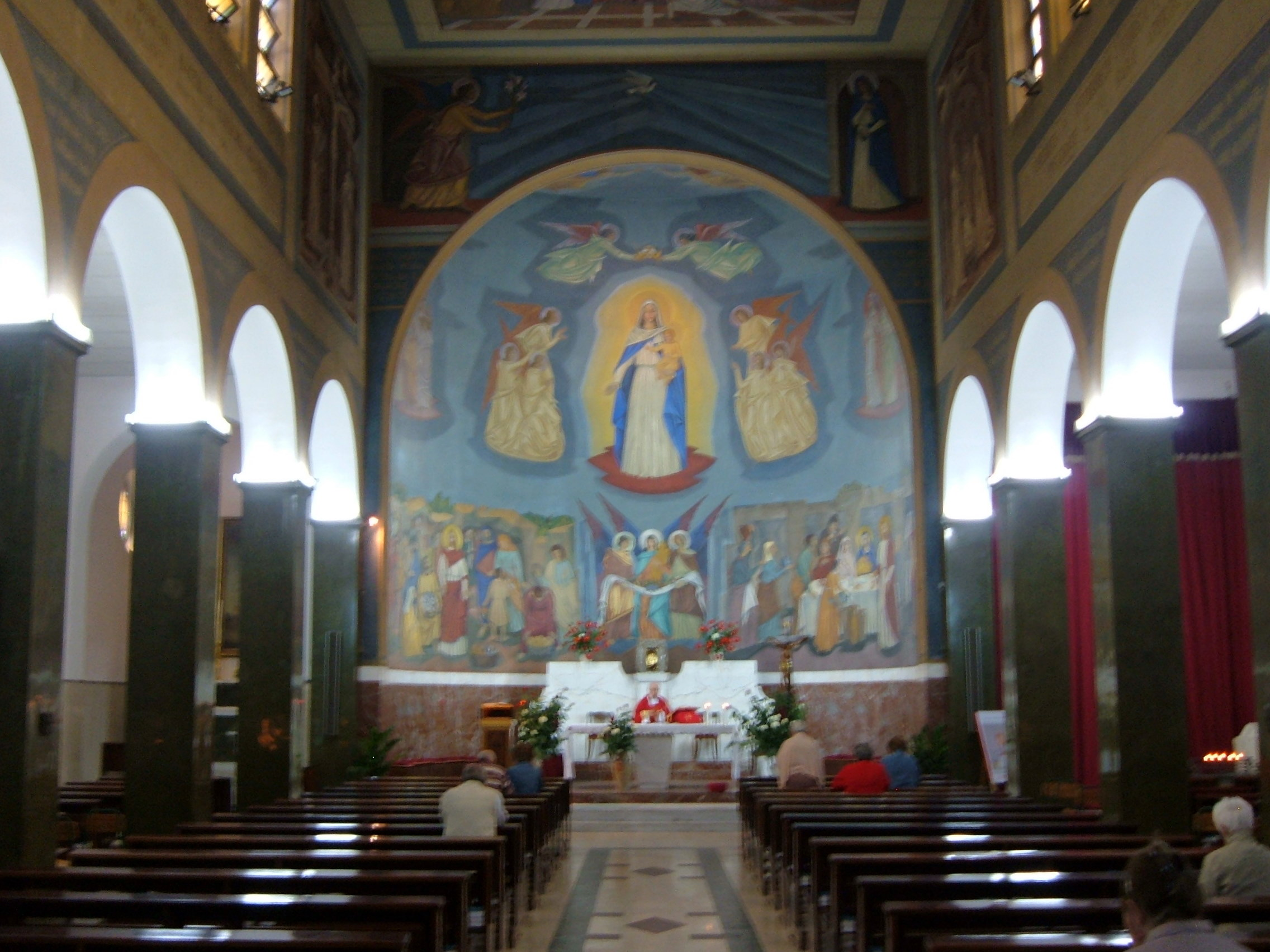
L'interno

La facciata è preceduta da un portico sorretto da cinque pilastri, sotto il quale si trova la scritta dedicatoria in latino: In hon. B. Mariae virginis Div. Providentiae Matris A.D. MCMXXXVII.
All'interno, la chiesa si presenta a tre navate, separate da alti pilastri arcuati. Essa è dominata dal grande affresco dell'abside, realizzato dal pittore Igino Cupelloni, che ritrae Maria in gloria, accompagnata da angeli ed episodi evangelici. Sull'arco absidale è raffigurata l'Annunciazione. Il soffitto e le pareti della navata centrale sono interamente ricoperti da pitture del medesimo artista.